# Karl Steinhoff (Verwaltungsjurist)
Karl Steinhoff (* 25. Juni 1893 in Varel; † 2. Juni 1996 in Oldenburg) war ein norddeutscher Lehrer, Jurist, erster Oberkreisdirektor des Landkreises Friesland nach Ende des Zweiten Weltkriegs, Autor und Übersetzer.

## Leben
Karl Steinhoff wurde 1893 als Sohn des Seilermeisters Heinrich Steinhoff in Varel im Landkreis Friesland geboren. Er verbrachte seine Kindheit und Jugend im Haferkamp in Varel.
Auf die Frage eines Kunden, ob sein Sohn auch Seilermeister werden würde, antwortete Heinrich Steinhoff: „Och, dor schall woll nich väl van weern, de Jung sitt den ganzen Dag achter de Böker“.
Zuhause sprach man Plattdeutsch, in der Schule „als erste (und einzige) Fremdsprache“ Hochdeutsch. Er besuchte zunächst die Volksschule für Knaben an der Windallee gemeinsam mit seinem Cousin Ludwig Eden, mit dem er aber keine Freundschaft pflegte. Später wechselte Karl Steinhoff auf die „Höhere Lehranstalt“, das Jungen-Gymnasium der friesischen Kleinstadt. Im Alter von 15 Jahren brannte sein Elternhaus nieder und seine Familie kam bis zum Wiederaufbau des Elternhauses vorübergehend in der Nachbarschaft unter.
Um sein Abitur ablegen zu können, wechselte er für einen Tag auf die Leibnizschule Hannover. Auf die Abiturprüfung bereitete er sich 1920 selbst und ohne fremde Hilfe vor, was „ein bißchen Arbeit gekostet hat“.
Nach dem Abitur wechselte er nach Oldenburg (Oldb) und absolvierte von 1908 bis 1913 eine Ausbildung am Evangelischen Lehrerseminar Oldenburg. Zu seinen Mitschülern zählte der Dichter Georg von der Vring sowie der spätere Verleger Peter Suhrkamp, mit dem Karl Steinhoff lose befreundet war.
Nach seinem Abschluss arbeitete er zwischen 1913 und 1920 als Lehrer an verschiedenen Dorfschulen im Oldenburger Land. Anschließend war er auch am Lehrerseminar Varel tätig. Zwischen all den akademisch geschulten Lehrerkollegen hegte er einen großen Wunsch: an der Universität zu studieren. Karl Steinhoff ließ sich deshalb 1921 von seinem Dienst beurlauben und zog nach Berlin, um dort Rechtswissenschaften zu studieren. Dann wechselte er auch an die Universitäten Heidelberg und Göttingen und schloss sein Studium mit einer Promotion ab. 1925 veröffentlichte er seine rechtswissenschaftliche Dissertation unter dem Titel „Die Entwicklung des Ehescheidungsrechts im Kampf zwischen Staat und Kirche“.
Seine Kindheits- und Jugenderinnerungen und damit zugleich eine Dokumentation über eine Jugend in der Jahrhundertwende in Friesland hielt er in der 1980 verfassten Autobiographie „Das Seilerrad“ fest.
1934 heiratete er Gretha von Halem aus Glückstadt. Sie brachte drei Töchter mit in die Ehe: Sigrid Feuerherdt, Liselotte Froese, geb. Feuerherdt und Lore Vogt, geb. Feuerherdt. Eines seiner fünf Enkelkinder ist der Kunsthistoriker Paul Vogt, ein weiteres der Physiker Manfried Faber.
Er war Logenbruder der Oldenburger Freimaurer. Er war Autor vieler Artikel und einiger Bücher. Als Herausgeber der Geschichte der oldenburgischen Lehrerausbildung erhielt er von der Stiftung Oldenburgische Schulgeschichte der Gewerkschaft Erziehung und Wissenschaft am 9. Dezember 1979 einen Literaturpreis. In der Laudatio wurde darauf hingewiesen, dass einer seiner Schüler aus der Bisseler Dorfschule, Wilhelm Grotelüschen, später Professor und Rektor der Pädagogischen Hochschule Oldenburg wurde.
Zu seinen persönlichen Vorlieben gehörte das Übersetzen angelsächsischer Lyrik und das Lesen von lateinischen und altgriechischen Originaltexten. Zu seinem 100. Geburtstag erschien ein Auswahlband seiner Übersetzungen. Als langjähriger Kirchenvorsteher der Kirchengemeinde Eversten-Ansgari bat er zu seiner Geburtstagsfeier anstelle von Geschenken oder Blumen um Spenden für die dritte Kirchenglocke.
Er lebte zuletzt in der Helene-Lange-Straße 28 im Oldenburger Stadtteil Eversten. Kurz vor seinem 103. Geburtstag verstarb er. Die Trauerfeier wurde in der Ansgari-Kirche Eversten gehalten.

## Leistungen
Zwischen 1931 und 1945 war er stellvertretender Leiter der Landesversicherungsanstalt Oldenburg, wo er sich umfangreiche Kenntnisse der Verwaltung aneignete.
Da er sich stets vom Nationalsozialismus distanziert hatte, wurde er nach Kriegsende von den Alliierten, Engländern und Kanadiern, gemeinsam mit dem vorübergehenden Oberstadtdirektor Fritz Koch an die Spitze der Verwaltung der Stadt Oldenburg gesetzt. Als Regierungsrat hat Karl Steinhoff mit Wirkung vom 11. Mai 1945 folgende Dezernate übernommen: Fürsorge- und Jugendamt, Amt für Familienunterhalt, Polizeiamt sowie die Krankenanstalten Peter Friedrich Ludwigs Hospital und Oldenburger Frauenklinik. Für einige Wochen hatte er also als „so eine Art Bürgermeister“ fungiert und sich für das Wohl Oldenburgs eingesetzt.
Seit dem 9. Juni 1945 war er als vorläufiger Landrat in Jever tätig und am 20. Dezember 1945 zum ersten Oberkreisdirektor des Landkreises Friesland gewählt. Zu seiner Haupttätigkeit gehörte der Neuaufbau der öffentlichen Verwaltung und einer neuen Infrastruktur. Er setzte sich beispielsweise für den Ausbau der damaligen Olympia-Werke in Wilhelmshaven ein. Daneben engagierte er sich in seiner Amtszeit für die Aufnahme und Unterstützung von Geflüchteten. In den 60er Jahren war zudem stellvertretender Vorsitzender im Niedersächsischen Landkreistag.
Als eine Räumung der Zivilgesellschaft Wangerooges durch einen kanadischen Offizier geplant war, rettete er mit seiner Besonnenheit und seinen ausgezeichneten Sprachkenntnissen die Insel. 1957 ging er in den Ruhestand. In einem Nachruf beschrieb ihn Landrätin Karin Evers-Meyer wie folgt: „Mit Energie, aufopferndem Einsatz, unermüdlicher Tatkraft und hervorragendem Können hat der Verstorbene in den schweren Nachkriegsjahren die Entwicklung des Landkreises und den Aufbau seiner Einrichtungen entscheidend gefördert. Für die Sorgen und Nöte der Bevölkerung hatte er immer großes Verständnis“.
Karl Steinhoff war nicht nur hauptberuflich, sondern auch ehrenamtlich hoch engagiert:
- 14 Jahre lang war er Präsident der Landessynode der Evangelisch-Lutherischen Kirche in Oldenburg (1958–1972), der er seit 1945 angehörte;
- Gemeinsam mit Oberkreisdirektor des Landkreises Wesermarsch, Bernhard von Kampen, war er Mitbegründer des Oldenburgisch-Ostfriesischen Wasserverbands. 30 Jahre lang, bis 1979, hat er das Amt des 1. Stellvertretenden Verbandsvorstehers des Deichverbands ausgeübt, ein Jahr lang auch als Verbandsvorsteher.
- von 1948 bis 1959 war er Vorsitzender des Landesfürsorgeverbands Oldenburg (heute: Bezirksverband Oldenburg).
- er war Mitglied des Oldenburger Landesvereins für Geschichte, Natur- und Heimatkunde[13]
- von 1960 an war er Vorsitzender des „Kreises der Freunde der Pädagogischen Hochschule Oldenburg“; nach Umwandlung als Universität Beiratsmitglied der Universitätsgesellschaft[14]
- 1961 war er gemeinsam mit Kurt Hartong Gründer der Oldenburg-Stiftung (Vorgängerin der Oldenburgischen Landschaft).[15][11]

Der Präsident der Oldenburgischen Landschaft, der eine Laudatio zu Karl Steinhoffs 95. Geburtstag hielt, würdigte ihn darin als einen Mann, der mit „einem gehörigen Fundus an Bildung und Erfahrung, Können und Leistungsvermögen, mit starkem Einsatz und hoher Integrität, distanzierter Gelassenheit und ruhiger Überlegenheit über viele Jahrzehnte hinweg ehrenamtlich in unserer Region Werte unserer Kultur entwickelt, gepflegt und bewahrt hat“.

## Werke
- Das Seilerrad. Eine norddeutsche Kleinstadtjugend um 1900, Heinz Holzberg Verlag, Oldenburg 1980.
- Kindheitserinnerungen Anhang: Der letzte Seilermeister im Kreis Friesland Jugenderinnerungen – Übersetzungen – Kurzgeschichten – Lyrisches Finale, 1971

## Herausgeberschaft
- Heinrich Diers / Karl Steinhoff / Hermann Thole (Hgg.): Oldenburgische Heimatpflege im Wirkungsbereich der Oldenburg-Stiftung, Verlag C.L. Mettcker & Söhne, Jever 1963
- Herbert Morgen / Hermann Lübbing / Karl Steinhoff (Hgg.): Die ländliche Kleingemeinde in Nordwestdeutschland in geschichtlicher, verwaltungsmäßiger und soziologischer Sicht, Gebrüder Jänecke Verlag, Hannover 1963
- Karl Steinhoff / Wolfgang Schulenberg (Hgg.): Die evangelischen Seminare (Geschichte der oldenburgischen Lehrerbildung, Band 1), Holzberg-Verlag Oldenburg 1979
- Karl Steinhoff / Wolfgang Schulenberg (Hgg.): Lehrerbildung zwischen 1926 und 1945 (Geschichte der oldenburgischen Lehrerbildung, Band 2), Holzberg-Verlag Oldenburg 1985.
- Karl Steinhoff / Wolfgang Schulenberg / Hilke Günther-Arndt (Hgg.): Lehrerbildung in Oldenburg 1945–1973: Von der Pädagogischen Akademie zur Universität (Geschichte der oldenburgischen Lehrerbildung, Band 3), Heinz Holzberg-Verlag, Oldenburg 1991

## Artikel
- Artikel „Der Literarisch-gesellige Verein von 1839“, in: Ders. /Heinrich Diers / Hermann Thole (Hg.), Oldenburgische Heimatpflege im Wirkungsbereich der Oldenburg-Stiftung, Jever 1963, 44f.
- Artikel „Oldenburgische Deichliteratur vor 200 Jahren“, in: Friesische Heimat 11 (1972)
- Artikel „Die geistig-kulturelle Situation im Oldenburgischen um die Jahrhundertwende“, in: Oldenburg um 1900, 1975, 221–250
- Artikel „Die Oldenburgische Landesgewerbeausstellung von 1905“, in: Oldenburg um 1900; 1975, 173–188
- Artikel „Carl Küchler, ein oldenburgischer Nordlandforscher“, in: Leuchtfeuer 28/6 (1976)
- Artikel „Der erste Theologe an der Spitze der oldenburgischen Kirche. Zum 100.Geburtstag von Heinrich Tilemann“, in: Oldenburger Sonntagsblatt 24 (1977), 4
- Artikel „Gerhard Anton von Halem (1752–1819). Oldenburgischer Geschichtsschreiber, Literat und Weltbürger im Zeitalter der Aufklärung“, in: Oldenburgische Familienkunde Heft 1, März 1980, S. 147–167

## Ehrungen
- Am 26. März 1966 wurde Karl Steinhoff zum Ehrenmitglied der Oldenburg-Stiftung ernannt.[15][11]
- Der Rat der Stadt Jever hat am 4. April 2019 eine Straße nach Karl Steinhoff benannt.[17]